# 禾木哈纳斯蒙古族乡
禾木哈纳斯蒙古族乡是中华人民共和国新疆维吾尔自治区阿勒泰地区布尔津县下辖的一个民族乡。喀纳斯湖位于辖区内。

## 行政区划
禾木哈纳斯蒙古族乡下辖以下村级行政区划单位：
禾木村和哈纳斯村。
2013年8月，禾木村被评为第二批中国传统村落。